# 贾森·罗伯茨
贾森·罗伯茨（英語：Jason Roberts，1969年9月14日—），澳大利亚男子举重运动员。他曾代表澳大利亚参加1990年英联邦运动会举重比赛，获得三枚银牌。